# Stein Vidar Thun
Stein Vidar Thun (* 9. Mai 1981) ist ein ehemaliger norwegischer Skilangläufer.

## Werdegang
Thun, der für den Klæbu IL startete, lief im Dezember 2002 in Gåsbu sein erstes Rennen im Continental-Cup. Dort belegte er den 110. Platz über 10 km klassisch. Sein Debüt im Weltcup hatte er im Februar 2004 in Trondheim, das er auf dem 60. Platz im Sprint beendete. Im März 2005 holte er in Drammen mit dem 28. Platz im Sprint seine ersten Weltcuppunkte. In der Saison 2008/09 erreichte er mit drei Top-Zehn-Platzierungen, darunter jeweils Platz zwei im Sprint in Keuruu und in Riga, den siebten Platz in der Gesamtwertung des Scandinavian Cups. Im Januar 2009 errang er in Otepää mit dem 12. Platz im Sprint seine beste Platzierung im Weltcup. Im Januar 2010 kam er beim Scandinavian Cup in Jõulumäe auf den dritten Platz im Sprint. Bei den norwegischen Meisterschaften 2010 wurde er Dritter mit der Staffel von Klæbu IL. Sein 11. und damit letztes Weltcuprennen lief er im März 2010 in Oslo, welches er auf dem 64. Platz im Sprint beendete.